# Helictotrichon newtonii
Helictotrichon newtonii är en gräsart som först beskrevs av Otto Stapf, och fick sitt nu gällande namn av Charles Edward Hubbard. Helictotrichon newtonii ingår i släktet Helictotrichon och familjen gräs. Inga underarter finns listade i Catalogue of Life.